# Henri de Kerchove
Pour les autres membres de la famille, voir Famille Kerchove.
Henri Marie Colette de Kerchove, né le 9 mars 1810 à Gand et mort le 29 novembre 1885, est un homme politique belge.

## Fonctions et mandats
- Commissaire de l'arrondissement de Neufchâteau : 1836-1839
- Commissaire de l'arrondissement de Bruxelles : 1839-1840
- Commissaire de l'arrondissement de Mons : 1840-1840
- Conseiller provincial de Brabant : 1840-1843
- Commissaire de l'arrondissement de Louvain : 1842-1847
- Membre du Chambre des représentants de Belgique : 1856-1857

## Sources
- "Le Parlement belge 1831-1894", p. 148.
- Oscar COOMANS DE BRACHÈNE, État présent de la noblesse belge, Annuaire 1991, Brussel, 1991.
- Jean-Luc DE PAEPE & Christiane RAINDORF-GERARD (red.), Le Parlement belge, 1831-1894. Données biographiques, Brussel, 1996.

- Ressource relative à plusieurs domaines :   - ODIS
- Notices d'autorité :   - VIAF
  - ISNI
  - IdRef
  - GND
  - Belgique
  - Pays-Bas